# 1077 Campanula
Az 1077 Campanula (ideiglenes jelöléssel 1926 TK) a Naprendszer kisbolygóövében található aszteroida. Karl Wilhelm Reinmuth fedezte fel 1926. október 6-án.